# Perevalsk
Perevalsk (en ucraniano: Перевальськ; en ruso: Перевальск) es una ciudad ucraniana perteneciente al óblast de Lugansk. Situada en el este del país, hasta 2020 era centro del raión de Perevalsk, pero hoy es parte del raión de Alchevsk y centro del municipio (hromada) de Perevalsk.
La ciudad se encuentra ocupada por Rusia desde la guerra del Dombás, siendo administrada como parte de la de facto República Popular de Lugansk.

## Geografía
Perevalsk está situada a orillas del río Bila, a 7 km de Alchevsk y 41 kilómetros al sudoeste de Lugansk. 

## Historia
Perevalsk fue fundada en 1889 como una cantera de Selezniovski,  Selezniovski Roudnik (en ruso: Селезнёвский рудник), para los trabajadores de la minería del carbón. El sitio pertenecía al noble de Podolia y leal súbdito ruso imperial Kazimierz Mscichowski. Con el tiempo fue creciendo incorporando asentamientos mineros similares. 
En 1924 pasó a llamarse imeni Parizhskoi Kommuny (después de la Comuna de París), pero en 1938 adoptó su nombre abreviado, Parkommuna (en ucraniano: Паркоммуна). Durante el Holodomor, al menos 707 habitantes de Perevalsk murieron de hambre.
Perevalsk fue capturada durante la Segunda Guerra Mundial por la Alemania nazi el 12 de julio de 1942 y la mantuvieron durante 14 meses. Durante los años de ocupación, los alemanes obligaron a 1180 residentes de la ciudad a realizar trabajos forzados en Alemania. El Ejército Rojo liberó Perevalsk el 2 de septiembre de 1943. Para 1950, todas las minas fueron completamente restauradas y reconstruidas.
En 1964 recibió estatus de ciudad y se convirtió en el centro administrativo del nuevo raión de Perevalsk.
A mediados de la década de 1990, la ciudad entró en decadencia debido a la reducción del trabajo de las minas de carbón, que eran la base de la economía.
Desde 2014, Perevalsk se administra como parte de la autoproclamada República Popular de Lugansk tras su toma por separatistas prorrusos en la guerra del Dombás. A principios de junio, los cosacos del Don del atamán Nikolái Kozitsin entraron aquí y la ciudad se convirtió en la capital informal de los cosacos de la RPL. Según informes de noticias ucranianos, las formaciones militares de la República Popular de Lugansk, en al menos dos ocasiones en 2020 y 2021, profanaron y dañaron un cementerio local al atravesarlo con tanques.
El 28 de junio de 2022, durante la invasión rusa de Ucrania, se registraron explosiones en la base de las fuerzas de ocupación de la Federación Rusa. Se confirmó que había sido atacada con el sistema HIMARS.

## Demografía
La evolución de la población entre 1923 y 2022 fue la siguiente:
| 2719                                                          | 3401 | 21 071 | 32 385 | 33 208 | 33 004 | 31 989 | 29 665 | 27 832 | 26 132 | 25 941 | 25 476 | 25 160 | 24 817 |
| (Fuente: Cities & Towns of Ukraine y UKRAINE: Größere Städte) |      |        |        |        |        |        |        |        |        |        |        |        |        |

Según el censo de 2001, la lengua materna de la mayoría de los habitantes, el 89,22%, es el ruso; del 10,38% es el ucraniano.

## Economía
La economía de Perevalsk se basa en la extracción de carbón (minas de Ucraina, Perevalskaia, Luganskugol) y en la producción de materiales para la construcción.

## Infraestructura

### Arquitectura, monumentos y lugares de interés
La ciudad tiene varios edificios que tienen valor arquitectónico e histórico: el edificio del taller eléctrico de la planta de reparación y mecánica (1914), el edificio de la panadería del distrito y algunos de los edificios en la mina Perevalska.

### Transporte
Las autopistas pasan por Perevalsk son la M-04/E40. Perevalsk tiene una estación de autobuses común con Alchevsk. La estación de tren más cercana es Kommunarsk (a 7 km) en la línea Lugansk-Debáltseve.